# غيلمار أنطونيو باتيستا
غيلمار أنطونيو باتيستا هو لاعب كرة قدم برازيلي في مركز الهجوم، ولد في 16 مايو 1970 في ساو باولو في البرازيل. لعب مع تامبا باي موتيني ونادي ساو كايتانو ونيويورك ريد بولز.

## وصلات خارجية
- غيلمار أنطونيو باتيستا على موقع الدوري الأمريكي (الإنجليزية)
- غيلمار أنطونيو باتيستا على موقع قاعدة بيانات كرة القدم.إي يو (الإنجليزية)